# Anatole Fistoulari
Anatole Fistoulari (Kiev, 20 de agosto de 1907 - Londres, 21 de agosto de 1995) fue un director de orquesta nacionalizado británico.

## Biografía
Nació en el seno de una familia musical (su padre, el director de orquesta Gregor Fistoulari, había estudiado con Rimski-Kórsakov y Antón Rubinstein). Anatole Fistoulari dirigió por primera vez una orquesta con sólo siete años, cuando interpretó una obra tan compleja como la Sinfonía n.º 6, Patética, de Chaikovski.
Su carrera se desarrolló fuera de la Unión Soviética. Su primer destino fue, en 1933, la Gran Ópera Rusa de París, cuyo prestigio se debía principalmente a las actuaciones del famoso bajo-barítono Fedor Chaliapin.
En 1938 comenzó a colaborar con los Ballets Rusos de Leonid Miasin, con los que inició una gira por Europa y América.
En 1943 fue nombrado director principal de la Orquesta Filarmónica de Londres. A partir de entonces su carrera estará vinculada estrechamente a Gran Bretaña y a esta orquesta, con la que realizó giras por el extranjero.

## Repertorio y discografía
Especialista en la interpretación de música de ballet, sus grabaciones para Mercury Records le proporcionaron gran prestigio y popularidad. De ellas, destacan las que realizó de Sylvia de Léo Delibes, Giselle de Adolphe Adam, La bella durmiente de Chaikovski y de distintas obras de Aram Jachaturián.
Fuera del ballet, se recuerda su versión de las Rapsodias húngaras de Franz Liszt, así como su labor de acompañamiento de solistas de primera categoría, tanto vocales (las sopranos Inge Borkh o Victoria de los Ángeles, o el bajo Boris Christoff) como instrumentales, con los que grabó los grandes conciertos del repertorio romántico y posromántico. Así, se conservan interpretaciones con pianistas como Edwin Fischer, Vladímir Áshkenazi, Clifford Curzon, Wilhelm Kempff, Earl Wild y Shura Cherkassky o violinistas como Yehudi Menuhin o Nathan Milstein.